# السودان الجديد

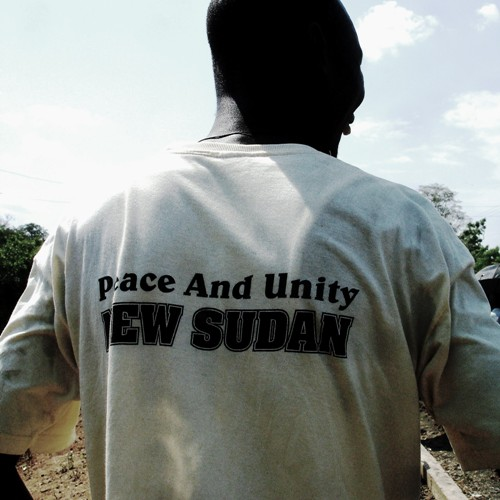
أحد مؤيدي قرنق من جنوب السودان يرتدي قميصًا عليه عبارة "السودان الجديد" في العام 2008

السودان الجديد هو مفهوم لإعادة هيكلة السودان وقد اقترحه جيش / الحركة الشعبية لتحرير السودان. حدد بيان جيش / الحركة الشعبية لتحرير السودان الأصلية «السودان الجديد» كدولة سودانية موحدة علمانية مقترحة. تم تطوير رؤية «السودان الجديد» من قبل الدكتور جون قرنق، الذي دافع عن «السودان الجديد» كدولة ديمقراطية تعددية.
أعاد المؤتمر الوطني للسودان الجديد لعام 1994 (الذي نظمه جيش / الحركة الشعبية لتحرير السودان) تعريف «السودان الجديد» كنظام حكم للمناطق الخاضعة لسيطرة الحركة الشعبية لتحرير السودان. وبعد وفاة جون قرنق في عام 2005 (قائد الحركة الشعبية) واستقلال جنوب السودان في عام 2011، أصبح خطاب السودان الجديد سمة أقل بروزًا في السياسة السودانية.